# Super League
A Super League é a principal competição de rugby league profissional da Europa, fundada em 1996 conta atualmente com 12 times da Grã-Bretanha e da França.

## Times
| Bradford Bulls       | Odsal Stadium                   | Bradford, West Yorkshire                     |
| Castleford Tigers    | The Jungle (Wheldon Road)       | Castleford, West Yorkshire                   |
| Catalans Dragons     | Stade Gilbert Brutus            | Perpignan, França                            |
| Harlequins RL        | Twickenham Stoop                | Twickenham, Londres                          |
| Huddersfield Giants  | Galpharm Stadium                | Huddersfield, West Yorkshire                 |
| Hull FC              | Kingston Communications Stadium | Kingston upon Hull, East Riding of Yorkshire |
| Hull Kingston Rovers | "New" Craven Park               | Kingston upon Hull, East Riding of Yorkshire |
| Leeds Rhinos         | Headingley                      | Leeds, West Yorkshire                        |
| St Helens RLFC       | Knowsley Road                   | St Helens, Merseyside                        |
| Wakefield Trinity    | Belle Vue                       | Wakefield, West Yorkshire                    |
| Warrington Wolves    | Halliwell Jones Stadium         | Warrington, Cheshire                         |
| Wigan Warriors       | JJB Stadium                     | Wigan, Greater Manchester                    |

## Campeões
- 1996 - St. Helens
- 1997 - Bradford Bulls
- 1998 - Wigan Warriors
- 1999 - St. Helens
- 2000 - St. Helens
- 2001 - Bradford Bulls
- 2002 - St. Helens
- 2003 - Bradford Bulls
- 2004 - Leeds Rhinos
- 2005 - Bradford Bulls
- 2006 - St. Helens
- 2007 - Leeds Rhinos
- 2008 - Leeds Rhinos
- 2009 - Leeds Rhinos
- 2010 - Wigan Warriors
- 2011 - Leeds Rhinos
- 2012 - Leeds Rhinos
- 2013 - Wigan Warriors
- 2014 - St. Helens
- 2015 - Leeds Rhinos
- 2016 - Wigan Warriors